# Ellendige avonturen
Ellendige avonturen (A Series of Unfortunate Events) is een reeks boeken van Lemony Snicket, een pseudoniem van Daniel Handler.
Het eerste boek in de serie, Het Bittere Begin (The Bad Beginning), verscheen in 1999 in Verenigde Staten. Op vrijdag 13 oktober 2006 verscheen het 13de en laatste boek, The End. Met uitzondering van de laatste twee boeken is de serie ook in het Nederlands vertaald.

## Verhaal
De boeken gaan over de lotgevallen van de drie Baudelaire-weeskinderen: Violet, Claus en Roosje. In het eerste boek lezen we hoe de kinderen hun beide ouders verliezen en bij hun oom, Graaf Olaf, terechtkomen. Dit kwaadaardig mens is echter vooral uit op het immense fortuin dat de Baudelaire-ouders de kinderen hebben nagelaten.
In elk boek worden de kinderen onder een andere voogdij geplaatst, en telkens weer probeert Graaf Olaf het fortuin van de kinderen in handen te krijgen. Dit doet hij telkens vermomd, en wel op zo'n manier dat het voor niemand duidelijk is dat het om Graaf Olaf gaat, behalve voor de wezen zelf. In De Slangenserre komen de kinderen bij hun Oom Monty te wonen, waar graaf Olaf zich vermomt als een collega genaamd Steffano. In Het Rampzalige Raam duikt graaf Olaf op als ene kapitein Nep. Vaak zijn de andere leden van Olafs bende, waaronder een man met haken in plaats van handen, een man die niet op een man en niet op een vrouw lijkt, en een kale man met een lange neus, ook vermomd. In Het Horror Hospitaal zijn Olafs makkers bijvoorbeeld vermomd als dokters.

## Personages
- Baudelaire kinderen
  - Violet Baudelaire: Violet is de oudste van de drie. Ze is erg slim en vindt veel dingen uit. Al op haar vijfde won ze uitvindingwedstrijden en ook tijdens de avonturen die ze met Claus en Roosje beleeft vindt ze in noodgevallen vaak iets uit. Als Violet iets uitvindt, houdt ze haar haar altijd uit haar ogen met een lint.
  - Claus Baudelaire (Klaus in de originele versie): Claus is de enige jongen van de 3 wezen. Hij leest ontzettend veel en slaagt er in alles wat hij ooit gelezen heeft te onthouden. Dit kwam Claus, zijn zus en zusje al vaak van pas.
  - Roosje Baudelaire (Sunny in de originele versie): Het jongste Baudelaire-kind kan nog niet zo goed praten. Toch begrijpen haar broer en zus meteen wat ze bedoelt als ze iets zegt. Roosje houdt erg van bijten en helpt met haar tanden het drietal regelmatig uit de brand.
- Graaf Olaf: Graaf Olaf is de slechterik in de serie. Met zijn vele vermommingen en plannen probeert hij telkens het fortuin uit handen van de 3 wezen te krijgen. Vaak wordt hij pas op het laatste moment ontmaskerd.
- Quadras-drieling
  - Duncan Quadras. Een van Quadras-drieling, een journalist.
  - Isadora Quadras. Isadora is ook een van de drieling. Ze is dichteres en schrijft vooral tweeregelige gedichtjes.
  - Quibus Quadras. Quibus is cartograaf en een van de drie Quadrassen. Aangenomen werd dat Quibus was gestorven in de brand waarin ook de ouders Quadras stierven, maar in The Slippery Slope bleek hij nog in leven te zijn.
- Mr. Poe. Mr. Poe probeert de kinderen telkens weer aan een nieuwe voogd te helpen. Toch geeft hij uiteindelijk meer om de reputatie van zijn bank dan om de kinderen.
- Esmé Zooi. Esmé is vanaf De Loze Lift Olafs nieuwe vriendin. Ze is erg modegevoelig en wil alles wat "in" is, dat was ook de reden dat ze de voogdij over de drie Baudelaire-wezen wilde.

## Stijl
Lemony Snicket schrijft de boeken telkens met een subtiele vorm van humor. Tijdens het schrijven blijft hij volhouden, hoewel het verhaal nogal onrealistisch blijkt, dat alles waar gebeurd is, en dat het zijn taak is -tegen zijn zin- om de verhalen op papier te zetten.
Ook blijft hij beweren dat zijn boeken geen aangename lectuur zijn, en dat wie iets ontspannend wenst te lezen, het boek maar beter aan de kant legt en een ander boek neemt.
Af en toe zal de schrijver ook een deel van de plot verklappen, om het verhaal spannend te houden. Zo weet de lezer al iets meer dan de personages, maar weet hij niet hoe het verhaal tot die plot zal komen.
Als de schrijver een moeilijk woord gebruikt, legt hij dit meteen erna ook uit in de context waarin het woord gebruikt wordt. Ook als Roosje iets zegt, vertaalt de schrijver dit bijna altijd.
Het boek eindigt met een bericht van Lemony Snicket met informatie over zijn nieuwste schuilplaats.

## Verwijzingen
De reeks bevat vele verwijzingen naar bekende werken of personen. Zo zijn de achternamen van de wezen bijvoorbeeld gebaseerd op Charles Baudelaire, en Claus en Sunny (Roosje in de Nederlandstalige versie) zijn gebaseerd op Claus en Sunny von Bülow.

## Boeken en omnibussen
| Deel | Oorspronkelijke titel    | Nederlandse titel      | Omnibus (NL)             |
| ---- | ------------------------ | ---------------------- | ------------------------ |
| 1    | The Bad Beginning        | Het Bittere Begin      | Ellendige Avonturen      |
| 2    | The Reptile Room         | De Slangenserre        | Ellendige Avonturen      |
| 3    | The Wide Window          | Het Rampzalige Raam    | Ellendige Avonturen      |
| 4    | The Miserable Mill       | De Helse Houtzagerij   | Meer Ellendige Avonturen |
| 5    | The Austere Academy      | De Krabbige Kostschool | Meer Ellendige Avonturen |
| 6    | The Ersatz Elevator      | De Loze Lift           | Meer Ellendige Avonturen |
| 7    | The Vile Village         | Het Doodenge Dorp      | Veel Ellendige Avonturen |
| 8    | The Hostile Hospital     | Het Horror Hospitaal   | Veel Ellendige Avonturen |
| 9    | The Carnivorous Carnival | De Koude Kermis        | Veel Ellendige Avonturen |
| 10   | The Slippery Slope       | Het Grimmige Gebergte  |                          |
| 11   | The Grim Grotto          | De Gruwelgrot          |                          |
| 12   | The Penultimate Peril    | Het Voorlaatste Risico |                          |
| 13   | The End                  | Het Eind               |                          |

## Film
Op 17 december 2004 werd de film Lemony Snicket's A Series of Unfortunate Events in de bioscoop uitgebracht. De film gaat over de eerste 3 boeken. Jim Carrey speelt graaf Olaf en Emily Browning (Violet), Liam Aiken (Claus) en Kara and Shelby Hoffman (Roosje) spelen de drie Baudelaire-wezen.

## Tv-adaptatie
In 2017 maakte Netflix een adaptatie van de boekenserie, met Neil Patrick Harris in de hoofdrol. De serie eindigde in 2019.